# Scream, Aim, Fire (singel)
"Scream Aim Fire" - pierwszy singel walijskiej wykonującej metalcore grupy Bullet for My Valentine pochodzący z albumu Scream, Aim, Fire. Został udostępniony na amerykańskim iTunes 18 grudnia 2007, grupa udostępniła go również na swoim profilu na stronie Myspace. Teledysk do "Scream Aim Fire" został opublikowany na serwisie YouTube 14 grudnia 2007. Utwór został zawarty w grze Guitar Hero World Tour.

## Notowania
| Ranking                     | Pozycja |
| --------------------------- | ------- |
| UK Singles Chart            | 34      |
| German Singles Chart        | 58      |
| U.S. Mainstream Rock Tracks | 16      |
| U.S. Modern Rock Tracks     | 26      |

## Lista utworów
US Digital edition
1. "Scream Aim Fire" – 4:26
2. "Eye of the Storm" – 4.03
3. "Album Preview With Band Commentary" – 15:50

CD & UK Digital edition
1. "Scream Aim Fire" – 4:26
2. "Forever And Always" (akustycznie) – 4:19

Black cover vinyl
1. "Scream Aim Fire" – 4:26
2. "Creeping Death" (cover Metalliki) – 6:40

Red cover vinyl
1. "Scream Aim Fire" – 4:26
2. "Crazy Train" (cover Ozzy’ego Osbourne’a) – 4:51